# Mokhotlong (cidade)

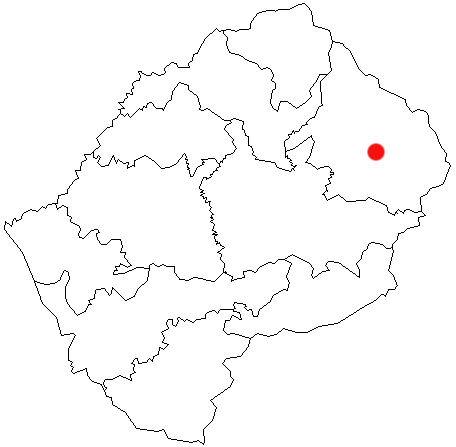
Localização da cidade de Mokhotlong, capital do distrito homônimo.

Mokhotlong é a capital do distrito de Mokhotlong, localizado no Lesoto. Sua população no censo de 1996 era de 4.275 habitantes, a população em 2006 era de 8.808 habitantes e no último censo, em 2016, a população era de 12.940 habitantes.
O nome dessa cidade significa "Lugar dos Íbis Calvos" e esta é uma das cidades mais remotas do Lesoto. Mokhotlong se situa em região montanhosa e é onde está localizada a estrada mais alta da África, com 3.275m de altitude em seu ponto mais alto, a "Passagem de Tlaeeng", conhecida como "O Teto da África".
Também se situa em Mokhotlong a mina de diamantes mais alta do mundo, Lets'eng la Terae, nas montanhas de Maloti, a uma altitude média de 3.200m. Ademais, Mokhotlong possui uma rica diversidade de pássaros montanhosos.